# Gerard Ryle
Gerard Ryle (Londres, 1965) é um repórter investigativo australiano-irlandês que tem escrito sobre temas como política, escândalos financeiros, escândalos médicos e corrupção policial. Ele emigrou da Irlanda em 1988 e tem trabalhado para os jornais Fairfax e Sydney Morning Herald. Em 2007-2009, ele expôs o fraudador internacional Tim Johnston, que havia enganado os governos da Austrália, Grã-Bretanha, Rússia e outros países sobre o Pill Firepower.

## Biografia
Em setembro de 2011, foi nomeado diretor do Consórcio Internacional de Jornalistas Investigativos, um projeto do Centro de Integridade Pública em Washington, D.C., Estados Unidos.
Em abril de 2013, ICIJ publicou um vazamento financeiro, os vazamentos offshore, que compreende dezenas de milhares de contas bancárias offshore, em que muitas figuras de destaque internacional foram implicados, incluindo a ex-mulher de Marc Rich, família governante do Azerbaijão, a filha de Imelda Marcos, e do falecido barão Elie de Rothschild. O vazamento foi o maior da história, em mais de 160 vezes o tamanho, em gigabytes do WikiLeaks em 2010. "Para a análise dos documentos, ICIJ colaborou com repórteres do The Guardian e o BBC no Reino Unido, Le Monde, na França, Süddeutsche Zeitung e Norddeutscher Rundfunk na Alemanha, The Washington Post, a Canadian Broadcasting Corporation (CBC) e 31 outros parceiros de mídia de todo o mundo. A investigação de 15 meses começou quando Ryle trouxe ao ICIJ um disco rígido que ele recebeu por e-mail de um informante anônimo.
Em abril de 2016, ICIJ publicou outro vazamento financeira importante, o Panama Papers, atualmente o maior vazamento da história das offshores.